# Central Florida Kraze
Central Florida Kraze foi uma agremiação esportiva da cidade de Lake Mary, Florida. Entre 1998 e 2016 disputava a Premier Development League.

## História
O clube disputou a Lamar Hunt U.S. Open Cup em quatro edições.
Em 2011 o clube foi comprado pelo Orlando City, e entre 2011 e 2016 jogou como Orlando City U-23. 

## Estatísticas

### Participações
|  | Participações em 2020 |

| Competição     | Competição               | Temporadas | Melhor campanha              | Estreia | Última | P | R |
| Estados Unidos | Lamar Hunt U.S. Open Cup | 4          | Primeira Fase (Quatro vezes) | 2000    | 2011   |   | – |